# Våxtorps socken
För socknen som hade detta namn före 1940 i Jönköpings län, se Voxtorps socken, Jönköpings län
Våxtorps socken i Halland ingick i Höks härad, ingår sedan 1971 i Laholms kommun i Hallands län och motsvarar från 2016 Våxtorps distrikt.
Socknens areal är 139,88 kvadratkilometer, varav 137,34 land. År 2000 fanns här 2 337 invånare. Tätorten Våxtorp med sockenkyrkan Våxtorps kyrka ligger i socknen. 

## Administrativ historik
Våxtorps socken har medeltida ursprung.
Vid kommunreformen 1862 övergick socknens ansvar för de kyrkliga frågorna till Våxtorps församling och för de borgerliga frågorna till Våxtorps landskommun.  Landskommunen uppgick 1971 i Laholms kommun. Församlingen uppgick 2006 i Hasslöv-Våxtorps församling.
1 januari 2016 inrättades distriktet Våxtorp, med samma omfattning som församlingen hade 1999/2000.
Socknen har tillhört fögderier och domsagor enligt Höks härad. De indelta båtsmännen tillhörde Södra Hallands första båtsmanskompani.

## Geografi och natur
Våxtorps socken ligger söder om Laholm på och nedanför Hallandsåsen. Socknen är i norr en uppodlad slättbygd i norr kring Stensån och södra delen är en brant där den högsta höjden, 226 meter över havet, nås vid Högalteknall i väster på gränsen mot Hasslövs socken. De största insjöarna är Oxhultasjön som delas med Hishults socken och Sjöaltesjön.
Det finns fyra naturreservat i socknen. Vindrarp som delas med Hasslövs socken, Björsåkra-Bölinge och Åstarpe mosse ingår alla i EU-nätverket Natura 2000 medan Musikedalen är ett kommunalt naturreservat.
På  Hallandsåsen finns det en skidbacke, Vallåsen som sällan kan ha öppet mer än två–tre veckor per år. Båda anlades i mitten av 1980-talet, och tanken var framför allt att locka danska turister som var intresserade av att åka skidor. På Hallandsåsen ligger också en plats med det  namnet Galgbacken, även om ingen på orten kan dra sig till minnes när platsen senast användes för en avrättning.
I socknen ligger också Vallens slott som under 1600-talet plundrades två gånger av snapphanar.
I Ekebråna fanns förr ett gästgiveri.

## Fornlämningar
Från stenåldern finns boplatser och från bronsåldern gravrösen. Från järnåldern finns stensättningar och sliprännestenar.

## Namnet
Namnet (1351 Owaghstorp) kommer från kyrkbyn. Förleden innehåller mansnamnet Ovagh, efterleden är  torp, 'nybygge'.

## Befolkningsutveckling
| Befolkningsutvecklingen i Våxtorps socken 1750–1990                                                     | Befolkningsutvecklingen i Våxtorps socken 1750–1990 | Befolkningsutvecklingen i Våxtorps socken 1750–1990 | Befolkningsutvecklingen i Våxtorps socken 1750–1990 | Befolkningsutvecklingen i Våxtorps socken 1750–1990 |
| --- | --------------------------------------------------- | --------------------------------------------------- | --------------------------------------------------- | --------------------------------------------------- |
| |                                                     |                                                     |                                                     |                                                     |
| År |                                                     |                                                     | Folkmängd                                           |                                                     |
| 1750 | 1750                                                |                                                     | 1 232                                               |                                                     |
| 1760 | 1760                                                |                                                     | 1 184                                               |                                                     |
| 1769 | 1769                                                |                                                     | 1 327                                               |                                                     |
| 1780 | 1780                                                |                                                     | 1 403                                               |                                                     |
| 1790 | 1790                                                |                                                     | 1 350                                               |                                                     |
| 1800 | 1800                                                |                                                     | 1 514                                               |                                                     |
| 1810 | 1810                                                |                                                     | 1 587                                               |                                                     |
| 1820 | 1820                                                |                                                     | 1 638                                               |                                                     |
| 1830 | 1830                                                |                                                     | 1 948                                               |                                                     |
| 1840 | 1840                                                |                                                     | 2 009                                               |                                                     |
| 1850 | 1850                                                |                                                     | 2 233                                               |                                                     |
| 1860 | 1860                                                |                                                     | 2 377                                               |                                                     |
| 1870 | 1870                                                |                                                     | 2 432                                               |                                                     |
| 1880 | 1880                                                |                                                     | 2 588                                               |                                                     |
| 1890 | 1890                                                |                                                     | 2 578                                               |                                                     |
| 1900 | 1900                                                |                                                     | 2 457                                               |                                                     |
| 1910 | 1910                                                |                                                     | 2 328                                               |                                                     |
| 1920 | 1920                                                |                                                     | 2 284                                               |                                                     |
| 1930 | 1930                                                |                                                     | 2 476                                               |                                                     |
| 1940 | 1940                                                |                                                     | 2 575                                               |                                                     |
| 1950 | 1950                                                |                                                     | 2 537                                               |                                                     |
| 1960 | 1960                                                |                                                     | 2 360                                               |                                                     |
| 1970 | 1970                                                |                                                     | 2 321                                               |                                                     |
| 1980 | 1980                                                |                                                     | 2 390                                               |                                                     |
| 1990 | 1990                                                |                                                     | 2 433                                               |                                                     |
| Anm: Källor: Umeå universitet - Tabellverket 1749-1859, Demografiska databasen, CEDAR, Umeå universitet |                                                     |                                                     |                                                     |                                                     |